# زكي شيليك
محمد زكي شيليك (بالتركية: Mehmet Zeki Çelik)‏ (مواليد 17 فبراير 1997) هو لاعب كرة قدم تركي محترف يلعب في مركز الظهير الأيمن لنادي روما الإيطالي.

## روابط خارجية
- زكي شيليك على موقع الاتحاد الدولي (مؤرشف)  (الإنجليزية)
- زكي شيليك على موقع الاتحاد الأوربي (الإنجليزية)
- زكي شيليك على موقع اتحاد تركيا (لاعب) (الإنجليزية)
- زكي شيليك على موقع قاعدة بيانات كرة القدم.إي يو (الإنجليزية)
- زكي شيليك على موقع ليكيب (الفرنسية)
- زكي شيليك على موقع ناشيونال فوتبول تيمز (الإنجليزية)
- زكي شيليك على موقع Soccerbase.com (لاعب) (الإنجليزية)
- زكي شيليك على موقع Soccerway.com (الإنجليزية)
- زكي شيليك على موقع عالم كرة القدم.نت (الإنجليزية)